# 碓井優
碓井 優（うすい ゆたか、1935年5月7日 - ）は、日本の実業家。広島県呉市長迫町出身。石川島播磨重工業（IHI）のコンピュータ外販部門のリーダーだった1981年、79人の仲間を率いて同社を集団退社。『コスモ・エイティ』を興して大きな注目を浴び、日本のベンチャー草分けとなった。

## 来歴・人物
広島県立呉三津田高等学校野球部で広岡達朗の後輩。1学年上の小畑正治（元南海）後の剛球エースとして1952年、選抜大会選考に繋がる秋季中国地区大会決勝まで進むが、柳井高校に自身の悪送球で延長サヨナラ負けし甲子園出場は成らなかった。阪神と南海のスカウトが来たが関西大学に進学。しかし父親の会社が負債を抱え倒産。やむなく野球は諦め数日だけの大学生活を終え、父の友人だった呉市長・鈴木術の口利きで呉造船所（のち合併し石川島播磨重工業(IHI)）に入社した。
1963年それまでの資材部からまったく無縁の電算（コンピュータ）部門、新設された電算化企画室に配属される。スタッフは全部で三人だった。当時のIHI常務で呉造船所の非常勤役員だった真藤恒が「時期尚早」と横槍を入れ縮小したものだった。このため「越権行為では」と真藤に猛烈な敵愾心を燃やした。1968年、呉造船所はIHIに吸収合併される。コンピュータ技術者は全員兵庫県相生市の相生工場に集められた。前社長・土光敏夫の関係から新規導入される電算機の機種は東芝に内定していたが、IBM製の方が優れていると副社長となっていた真藤恒に重大会議で食ってかかりこれを認めさせた。これを機に真藤に私淑、以降「オヤジ」と慕う。
1969年には甲状腺に腫瘍が見つかり癌との診断を受け、摘出手術を受けるが、転移の可能性が考えられたことから東大病院に転院し再手術を受ける。入院期間は半年にも及んだ。退院後、コンピュータ一ひとすじで社内に確固たる地歩を築いていく。1977年、IHI東京本社電算事業本部電算事業開発センター所長に就任。コンピュータ・ソフト外販事業を軌道に乗せ、その後の組織改革で情報システム室電算事業開発部事業開発センター所長となった。
1979年真藤がIHIを退社、生方泰二が社長に就任すると、会社は「エンジニアを社内の合理化に投入するため」との理由でコンピュータ外販部門から撤退することを決定。しかし、既存顧客のサポートをどうするか、具体的にエンジニアをどう配置転換するかなどの諸問題を無視した決定であり、実態は「碓井外し」が目的だったとも言われる（実際、真藤の退社後2年ほどの間、碓井は業務ラインから外され事実上干されていた）。碓井は既存顧客へのサポートの継続などを目的として、外販部門の子会社化などを会社に提言するが聞き入れられず、やむなく賛同者と共に同社の集団脱藩（退社）を決意した。脱藩決行日が近づくにつれ、家族の反対などで退社を辞め会社に残る者が続出。ところが『サンデー毎日』がこれをスクープし同誌に掲載されると、大企業からの集団脱藩という前代未聞の大事件に世間は大いに騒いだ。彼らを「赤穂浪士」に例えたり、「現代サラリーマン社会の英雄」などと持ち上げる論調が多く結果的にマスコミや世間の大きな注目を浴びた事で「一緒に連れて行って欲しい」と希望する者が増えた。
1981年、79人の仲間と共に同社を脱藩し、ソフトウエア開発会社・『コスモ・エイティ』を設立した（会社設立は同年5月25日）。株主名簿には碓井らの脱藩者や取引先が名を連ねたが、実際の金主は当時ゴルフ場開発の「函南スプリングス」の経営者として売出し中の熊取谷稔であった。碓井は時代の寵児として持て囃され、当時の経済誌などマスメディアに華々しく取り上げられた。また、『コスモ・エイティ』を紹介するのに「ベンチャービジネスの旗手」であるとか、社名の前に必ずといっていい程「ベンチャービジネスの～」と冠詞を付けられた。ベンチャーはアメリカのシリコンバレーから派生した言葉だが、日本で言葉として広く定着したのはこの時からである。
『コスモ・エイティ』は、IHI時代からの顧客であるソニー、日本交通公社、ブリヂストン、農業協同組合などのシステム開発を引き継いだが、それだけに留まらず高度情報通信社会を切り拓く先駆者となって21世紀への橋渡し役となる事を大きな目標とした。実際、オリムピック釣具やマミヤ光機（現マミヤ・オーピー）の経営権を取得したり、NTTのINS（後のISDN）実験に参加しニューメディア事業に進出。1983年には三菱商事、日本IBMと合弁事業を興し「エビがタイを釣った」と話題を呼んだ。1989年にはリクルート事件の渦中にあった真藤を碓井は個人で擁護し1500万の保釈金も出した。
1990年会長に退き翌1991年退社。1992年、碓井は株売買益7億円の脱税で告発された。また『コスモ・エイティ』も1991年、セコムグループ傘下に加わり1993年、セコム情報システム（現セコムトラストシステムズ）と合併。社名の通り80年代を駆け抜け約10年の激動の歴史に幕を下ろした。
なおこれら石川島播磨重工業からの脱藩までの経緯は、高杉良の小説『大脱走～スピンアウト～』で詳しく描かれている。

## エピソード
- 広岡達朗は呉三津田高校野球部の四年先輩で、広岡はしばしば呉に戻り後輩の指導にあたった。碓井が高1の時、広岡は早稲田大学の2年で既に東京六大学のスター選手だったが、当時から行儀や作法に厳しく、碓井がめしをよそった丼を配る順序を間違えると「この子（この言い方は広岡語として有名）は、誰が先輩かもわかっとらんのか」と皮肉を浴びせられ他の先輩に顔が腫れあがるほどぶんなぐられた。広岡は直接手を下さなかったが「その時の広岡のひややかな眼は忘れることは出来ない」と語っている[8]。
- 映画監督の篠田正浩はゴルフ仲間で付き合いがあり、1970年代後半碓井がIHIのPR映画の製作にタッチしたとき協力を持ちかけ意気投合。呉の旅館で「戦艦大和」の映画化をけしかけた[9]。碓井は子供のとき大和が建造されたドックの裏山に住んでいて、大和が入港するたび自転車に乗って見に行きトタンで囲って隠してあるのを見た。スリムなタンカーを持ってきて改造すれば10億で大和に改造できると碓井が言うので篠田もその気になり、東宝に企画を持ち込んだが一蹴され、たまたまフランシス・フォード・コッポラが『地獄の黙示録』(1979年)の宣伝で来日していて打診すると、予想以上にコッポラも気乗りし「日米双方から描こう。グラマンがまだ十何機残っているはずだから」と盛り上がったが『地獄の黙示録』の興行的な大失敗で話は頓挫した。夏の日、少年が坂道を汗みずくになって登って行く。とトタンの囲いに裂け目がある。少年はそっと覗く―そこには、巨大な戦艦が視野をはみ出して端座している。というファーストシーンは決まっていた。

## 著書・関連書籍・参考
- 我が闘争／自著　東京出版　1983年
- 大脱走～スピンアウト～／高杉良著　角川書店 1986年
- 団塊の世代諸君／自著　那由他会　1985年
- 日本のベンチャービジネス／百瀬恵夫　白桃書房　1985年
- サンデー毎日　1981年6月28日号　16-28頁
- 人間集団における人望の研究／山本七平　祥伝社　1991年
- 起業闘争／高杉良著　角川書店 2018年 ISBN 978-4-04-107405-3 (『大脱走』を改題、加筆修正)